# پتار دوم پتروویچ-نیگوش
پتار دوم پتروویچ-نیگوش (سیریلیک صربی: Петар II Петровић-Његош؛ ۱۳ نوامبر [سبک قدیمی: ۱ نوامبر] ۱۸۱۳ – ۳۱ اکتبر [سبک قدیمی: ۱۹ اکتبر] 
۱۸۵۱ (۳۷ سالگی)) یک شاهزاده اسقف (ولادیکا) مونته نگرو، شاعر و فیلسوف بود که آثارش به طور گسترده از مهمترین آثار در ادبیات مونته نگرو و صربستان محسوب می شود.